# Milyeringa veritas
Milyeringa veritas là một loài cá trong họ Eleotridae. Chúng là loài đặc hữu Australia. It is therefore a form of Stygofauna. It is listed as vulnerable under the Australian Environment Protection and Biodiversity Conservation Act 1999.